# Důstojník Štěstěny
Důstojník Štěstěny (ve francouzském originále L'Officier de fortune) je tříaktová opera (drame lyrique) belgického skladatele Andrého Ernesta Modesta Grétryho na libreto francouzského dramatika Edmonda Guillauma Françoise de Favières. Opera má podobu opéry comique, tj. hudební čísla (celkem 15) se střídají s mluvenými dialogy. Vznikla v letech 1790–1792 pro pařížské divadlo Comédie italienne, ale v poslední fázi bylo od jejího uvedení upuštěno, zřejmě pro politickou nevčasnost námětu. Dlouho nezvěstné dílo bylo objeveno roku 2011 a jeho opožděná světová premiéra se konala 20. října 2012 v lutyšském divadle Opéra Royal de Wallonie.

## Osoby a první obsazení
| osoba                   | hlasový obor       | premiéra (20.10.2012) |
| ----------------------- | ------------------ | --------------------- |
| Fricht, voják           | B–e’ (basbaryton   | Pierre Gathier        |
| Verner, voják           | e–a’’ (tenor)      | Xavier Rouillon       |
| Lisbeth, vesnická dívka | e’’–c’’’’ (soprán) | Marie-Camille Vaquié  |
| Édouard, mladý vesničan | d–g’’ (tenor)      | Xavier Petithan       |
| Hrabě, plukovník        | G–g’’’ (baryton)   | Amalie Fries          |
| Spandau, důstojník      | d–h’’’ (tenor)     | Nicolas Bauchau       |
| Claude, mladý vesničan  | e–f’’(tenor)       | Xavier Petithan       |
| Režie                   | Režie              | Vincent Dujardin      |
| Dirigent                | Dirigent           | Patrick Davin         |
| Vojáci, vesničanky      |                    |                       |

## Instrumentace
Dvě flétny, dva hoboje, dva klarinety, dva lesní rohy, dva fagoty, trubka, tympány, smyčce.

## Historie díla
Grétryho opera Důstojník Štěstěny vznikla v letech 1790–1792. Libreto napsal Edmond Guillaume de Favières (1755–1837), spisovatel, dramatik, libretista a politik (parlamentní rada) za francouzského ancien régime; se skladatelem A.-M. Grétrym spolupracoval později ještě na operách Lisbeth (1797) a Elisca aneb Mateřská láska (1799). Je známo, že 1. prosince 1790 bylo pro divadlo Comédie italienne cenzurou schváleno jeho libreto L'Officier de Fortune, poté zřejmě na díle začal pracovat Grétry a hotovo bylo nejpozději v polovině roku 1792. K 8. srpnu 1792 je doložena úhrada, kterou divadlo učinilo opisovači not, avšak v nižší než obvyklé výši: podle E. C. Bartletové to svědčí o tom, že dílo bylo připraveno k uvedení (opisy se pořizovaly jen těsně před premiérou), ale než byly opsány všechny partie, rozhodlo vedení divadla o stažení opery. Důvodem mohla být časová nevhodnost libreta vzhledem k politické situaci, zejména probíhající válce proti Rakousku a Prusku: vadit mohla jak německá jména protagonistů a německé prostředí, tak hlavní zápletka, v níž se voják s úspěchem snaží vymanit se z vojenské služby a láska vítězí nad vojenskými povinnostmi.
Opera tedy nebyla ve své době uvedena, byť se o její existenci vědělo. Partitura byla nezvěstná, při přípravách výstavy ke 200. výročí Grétryho smrti roku 2013 však byl její rukopis nalezen v lutyšském Grétryho muzeu (Musée Grétry) mezi rukopisy odkázanými muzeu Mme Tugotovou, což umožnilo její první novodobé uvedení v Grétryho rodišti Lutychu.
Nalezený rukopis obsahuje pouze hudební a zpívané části, celkem patnáct, původní mluvené dialogy se nezachovaly. Autor libreta však později přepracoval libreto na činohru s názvem Herman et Verner, ou les militaires, která měla premiéru 22. května 1803 v Théâtre français de la République a téhož roku vyšla i tiskem. I když se hra v jednotlivostech – zejména v motivaci Vernerovy dezerce – patrně odlišuje od původního libreta, lze průběh děje opery podle ní spolehlivě rekonstruovat.
Hudba je pro Grétryho styl psaní a zásady typická. Všechny hlasy jsou posazeny poměrně vysoko v registru a všechny čtyři hlavní role (Verner, Spandau a hlavně Lisbeth a hrabě) jsou poměrně náročné, přestože objemem nevelké. Tyto čtyři osoby také mají většinu zpívané látky, vedle toho je každý ze tří aktů zahájen árií vedlejší postavy (Fricht, Édouard, Claude) a ve finále každého dějství zasahuje i sbor: tyto partie jsou méně náročné s důrazem na jednoduchou melodii. Pro orchestraci je charakteristické, že střední poloha je vyhrazena lidským hlasům, aby byla zajištěna jejich dobrá slyšitelnost. Proto doprovod spočívá především ve vyšší (housle) a nižší (cella) linii, zatímco violy hrají většinou s basovou linií unisono nebo v oktávě. Dechové nástroje charakterizují jednotlivé postavy a náladu. Obecně je však orchestrální zvuk při zpěvu tlumen a plně se rozvíjí v instrumentálních částech. Tak je tomu například v předehře, která vojenskými rytmy i hlavním tématem opery – tématel Lisbetiny lásky – vytváří rámec děje, nebo v pasážích reprezentujících požár ve finále I. aktu. Zajímavá je dvojí árie Lisbeth ve druhém dějství, v níž se Lisbeth přimlouvá u hraběte za svého snoubence; na týž prosebný text zpívá dvě samostatné melodie, jednu ve 4/4, druhou ve 3/4, pro odpočinek zpěvačky oddělené instrumentálním ritornelem. Hudebním jádrem opery je nejrozsáhlejší číslo, finále 2. dějství, v němž vystupují všechny hlavní postavy a sbor.
Světová premiéra opery se konala v poloscénickém provedení v podobě „divadla na divadle“, kdy vypravěč (Vincent Dujardin) a zpěváci provádějí diváky dějem spíše než aby jej předehrávali.

## Děj opery
Výrazem officier de fortune (důstojník Štěstěny) býval označován důstojník, který si svou hodnost nekoupil (jak bylo v armádách 18. století běžné), ale získal na základě vlastních zásluh. V příběhu se vztahuje ke Spandauovi.

### 1. dějství
Jsme ve vojenském táboře na břehu řeky, k večeru (předehra). Na stráži sedí prostý voják Fricht, který je přesvědčen, že k vojančení je mnohem užitečnější silná paže a rozum, a má silnou náklonnost k pití (č. 1 árie Frichta Ou, je pense, mon ami). Jinou, mnohem romantičtější povahu má jeho kamarád Verner. Ten se dal kdysi naverbovat kapitánem Spandauem pod podmínkou, že u vojska zůstane tři roky, pak se bude moci vrátit ke své ovdovělé matce Clotilde a ke své milé Lisbeth. Do konce lhůty chybí jen pár dní a navíc se Vernerova rodná vesnice nachází hned na druhé straně řeky. Verner touží co nejdříve spatřit své blízké, ale vojenská čest jej nutí setrvat ve službě až do konce (č. 2 árie Vernera Oui, c'est là que je respire). I Lisbeth ve vesnici ví, že se Verner znovu vrátí, nechávala si předčítat jeho dopisy z vojny a s pomocí gramotných vesničanů mu mohla i posílat své odpovědi (č. 3 árie Lisbeth Aux douces lettres de l'amour). Na druhé straně řeky Verner pozoruje chalupu své matky a málem by se za ní rozběhl, i když jej vojenská služba zadržuje na místě. Tu ale spatří požár, který se blíží k matčině chalupě. Neudrží se a běží za ní, stráže tábora jej však chytí a zatknou jako zběha. Zatímco je odváděn do vězení, prosí Verner vesničany, aby spěchali na pomoc jeho matce (č. 3 recitativ a árie Vernera Tout est calme et tranquille... Oui, c'en est fait, je veux la voir! a sbor vesničanek).

### 2. dějství
Temperamentní mladík Édouard se dvoří Lisbeth, ta jej však odmítá s odkazem na brzký příchod Vernera. Édouard je rozhodnut, že nečeká-li jej doma láska, chce se dát k vojsku (č. 5 árie Édouarda Oui, je me destine à la guerre). – Hrabě, který je současně velitelem Vernerova pluku, trvá na jeho přísném potrestání. On sám sice dobře zná lásku a něhu, ale vždy ji dokázal udržet v souladu se svými vojenskými povinnostmi (č. 6 árie hraběte À seize ans je me rappelle). Kapitán Spandau jej prosí o shovívavost k Vernerovi kvůli nešťastnému vojákovi i kvůli sobě. Před třemi lety se totiž Vernerovi svou ctí zaručil, že jej z armády propustí, a uvěznění a trest by znamenalo porušení Spandauova slova (č. 7 árie Spandaua Savez-vous que j'eus promis). I Lisbeth přichází prosit hraběte za svého snoubence (č. 8 árie Lisbeth Songez donc que sa pauvre mère, č. 9 orchestrální intermezzo ve formě krátkého ritornelu a čl. 10 bis árie Lisbeth Songez donc que sa pauvre mère). Hrabě svolí pod podmínkou, že mu přivedou nového rekruta přinejmenším tak dobrého jako Verner. To se snadno splní, protože Lisbeth přivádí Édouarda a Spandau se za něho zaručuje. Hrabě proto dává Vernerovi svolení, aby odešel s Lisbeth domů, a Lisbeth zve všechny na jejich statek (č. 11 finále – Lisbeth, Édouard, Spandau, hrabě, Verner – se sólem hraběte Oui, je te rends à cette belle a arietou Lisbeth Je vais avoir mon bon ami).

### 3. dějství
Důstojníci jsou hoštěni na Lisbetině statku, kde je baví prostý vesničan Claude (č. 12 árie Clauda J'en vois pas de poltronneries). Spandau dává sbohem Vernerovi, těší se z jeho štěstí a ukazuje, že rozumí jeho nitru (č. 13 árie Spandaua Je connaîtrai un jour). Snoubenci pozorují vojsko, které opouští tábor. Verner není na pochybách, že raději zůstává zde s Lisbeth, než aby táhl s nimi (č. 14 duet Lisbeth a Vernera On se met en marche). Všichni se radují z dobrého konce (č. 15 závěrečný sbor Chantons, chantons ce bon jour).